# Juan Eugenio Hartzenbusch
Juan Eugenio Hartzenbusch, né le 6 septembre 1806 à Madrid et mort le 2 août 1880 à Madrid, est un dramaturge espagnol. 

## Biographie

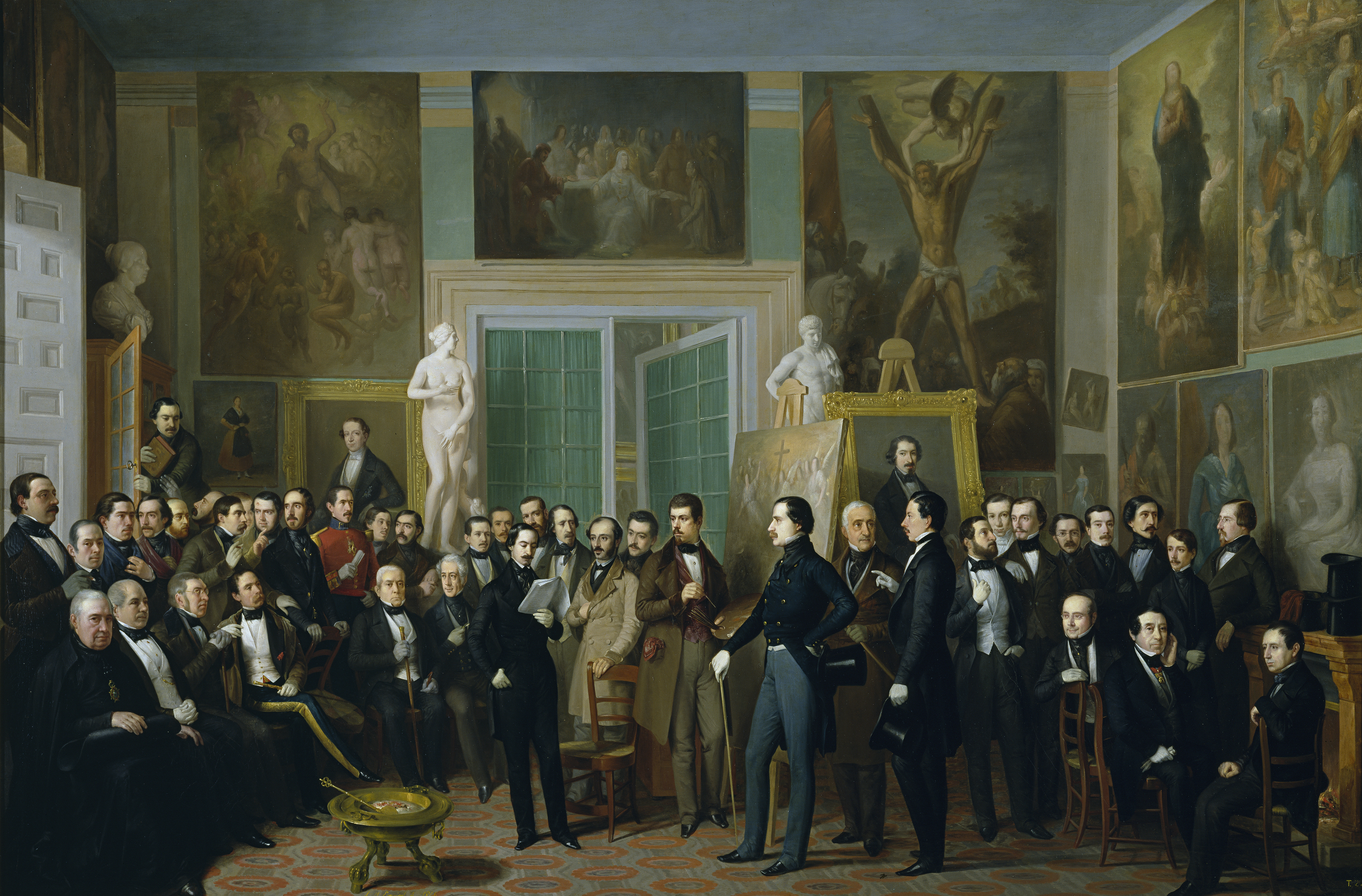
Juan Eugenio Hartzenbusch représenté dans La Réunion des poètes d'Antonio María Esquivel (1846).

Né d'un père allemand et d'une mère espagnole, il apprend le français et étudie pendant quatre ans dans un collège de Jésuites à Madrid. Il travaille comme ébéniste jusqu'en 1830, date à laquelle il apprend la sténographie et rejoint le journal Gaceta. Il traduit des œuvres de Molière, de Voltaire et d'Alexandre Dumas et adapte des pièces de théâtre classiques espagnoles avant d'écrire en 1837 sa première pièce originale, Les Amants de Teruel. La pièce connaît un grand succès et établit sa réputation mais il lui faut ensuite attendre 1845 pour le rééditer avec Le Serment de Sainte Agathe. Auteur très prolifique, il écrit au cours de sa carrière 94 pièces, en majorité des drames historiques ou romantiques mais aussi quelques comédies et fééries. Il publie aussi des Fables en 1861. En 1847, il intègre l'Académie royale espagnole. Il dirige la Bibliothèque nationale d'Espagne de 1862 à 1875. 

## Œuvres principales
- Los amantes de Teruel (Les Amants de Teruel, 1837)
- Doña Mencía (1839)
- La redoma encantada (La Fiole enchantée, 1839)
- Los polvos de la madre Celestina (1840)
- La visionaria (1840)
- Alfonso el Casto (Alphonse le chaste, 1841)
- El bachiller Mendarias (1842)
- La coja y el encogido (1842)
- Juan de Viñas (Jean des vignes, 1844)
- La jura de Santa Gadea  (Le Serment de Sainte Agathe, 1845)
- La madre de Pelayo (La Mère de Pélage, 1846)
- La luz de la raza (1852)
- Vida por honra (1854)
- Jugar por tabla (1860, écrit avec Luis Valladares y Garriga et Cayetano Rosell (es))
- La despedida (1868)